# Qumran (roman)
Pour le site archéologique en Cisjordanie, voir Qumrân.
Qumran est un roman français d'Éliette Abécassis paru en 1996.

## Résumé du roman
Ary Cohen, un juif orthodoxe hassid, fils d'un père archéologue israélien et d'une mère russe athée, doit retrouver un mystérieux rouleau perdu ou volé faisant partie des manuscrits de la mer morte. Il sera aidé des conseils de son ami Yéhouda et par Jane Rogers chercheuse en théologie.

## Ventes
Le livre se vendra a plus de 200 000 exemplaires mais Éliette Abécassis ne touchera pas de droits d'auteur à la suite de la faillite de l'éditeur Ramsay.

## Adaptation du roman en bande dessinée
Le scénariste Makyo et la romancière Éliette Abécassis collaborèrent pour adapter le roman en bande dessinée. Le dessinateur était Stéphane Gemine.
- 2002 Tome 1 Le Rouleau du Messie
- 2005 Tome 2 Le Rouleau de la femme
- 2013 Tome 3

### Résumé de la bande dessinée
Les deux personnages principaux sont deux amis inséparables, Ary, un paléographe juif et son ami Alexandre, un archéologue qui lit des bandes dessinées Calvin et Hobbes. Ils sont tous deux à la poursuite des Manuscrits de la mer Morte. Ils sont en butte avec une secte qui crucifie leurs ennemis ou qui utilise la peau humaine pour faire un parchemin. Leurs ennemis se font parfois passer pour des agents du Mossad, mais nos deux perspicaces enquêteurs déjouent le piège et se font aider par le père de Ary.
Ary, le paléographe, se pose des questions sur la citation de Jésus # Mon Dieu, mon Dieu, pourquoi m’as-tu abandonné ? (Marc 15:34 et Matthieu 27:46).
Le paléographe juif tombe amoureux de Jane, une jeune femme chrétienne qui semble lui cacher des choses. Il essaie de résister à la tentation et de respecter les préceptes de sa religion.
Le narrateur de l'histoire est le paléographe, il écrit ce qui lui est arrivé afin d'expier ses fautes. Pour une raison non révélée avant le tome 3, il est enfermé à , le lieu où les manuscrits de la mer Morte avaient été découverts plusieurs dizaines d'années plus tôt.
À la fin du deuxième tome, le père du paléographe a été enlevé et les deux amis essaient de le retrouver.
La bande dessinée retrace la quête des 2 amis pour retrouver le manuscrit inconnu, dont certains voudraient voir le contenu disparaître alors que d'autres voudraient le voir révélé. Leur recherche sera jonchée d'assassinats et de fausses pistes. Voyageant de Paris à Jérusalem et de New-York à Londres, les deux compères devront éclaircir des mystères qui mêleront tour à tour, des prêtres chrétiens de différents cultes, des juifs orthodoxes, des marchands et des trafiquants d'antiquités. Enquête tumultueuse qui les mènera à soulever le voile sur les esséniens, cette secte juive à qui on doit l'écriture des manuscrits de la mer morte.

### Différences avec le roman
Dans le roman d'Éliette Abécassis, le personnage d'Alex n'existe pas, c'est une astuce du scénariste Pierre Makyo pour rendre le début de la bédé plus dynamique. 
Dans la bande dessinée, le personnage Ary Cohen est un chercheur paléographe juif français ayant un père Israélien, alors que dans le roman, Ary est un Israélien juif orthodoxe.
À la fin du roman on peut lire l'entièreté du manuscrit perdu, rédigé de main de maître par la romancière à la façon des textes bibliques. Dans la bande dessinée, le contenu du manuscrit est fortement résumé.

### Documentation
- Lisa Benkemoun, « Jésus remonte sur les planches », BoDoï, no 55,‎ août-septembre 2002, p. 5.

### Autres romans sur le même thème
D'autres écrivains ont aussi écrit des romans dont l'intrigue est inspirée de révélations fictives concernant la vie de Jésus
- Le plus célèbre en 2003 : Da Vinci Code de Dan Brown
- 2008 Le Dernier Évangile de David Gibbins
- 1983 The body (en) de Richard Sapir